# 海名軒

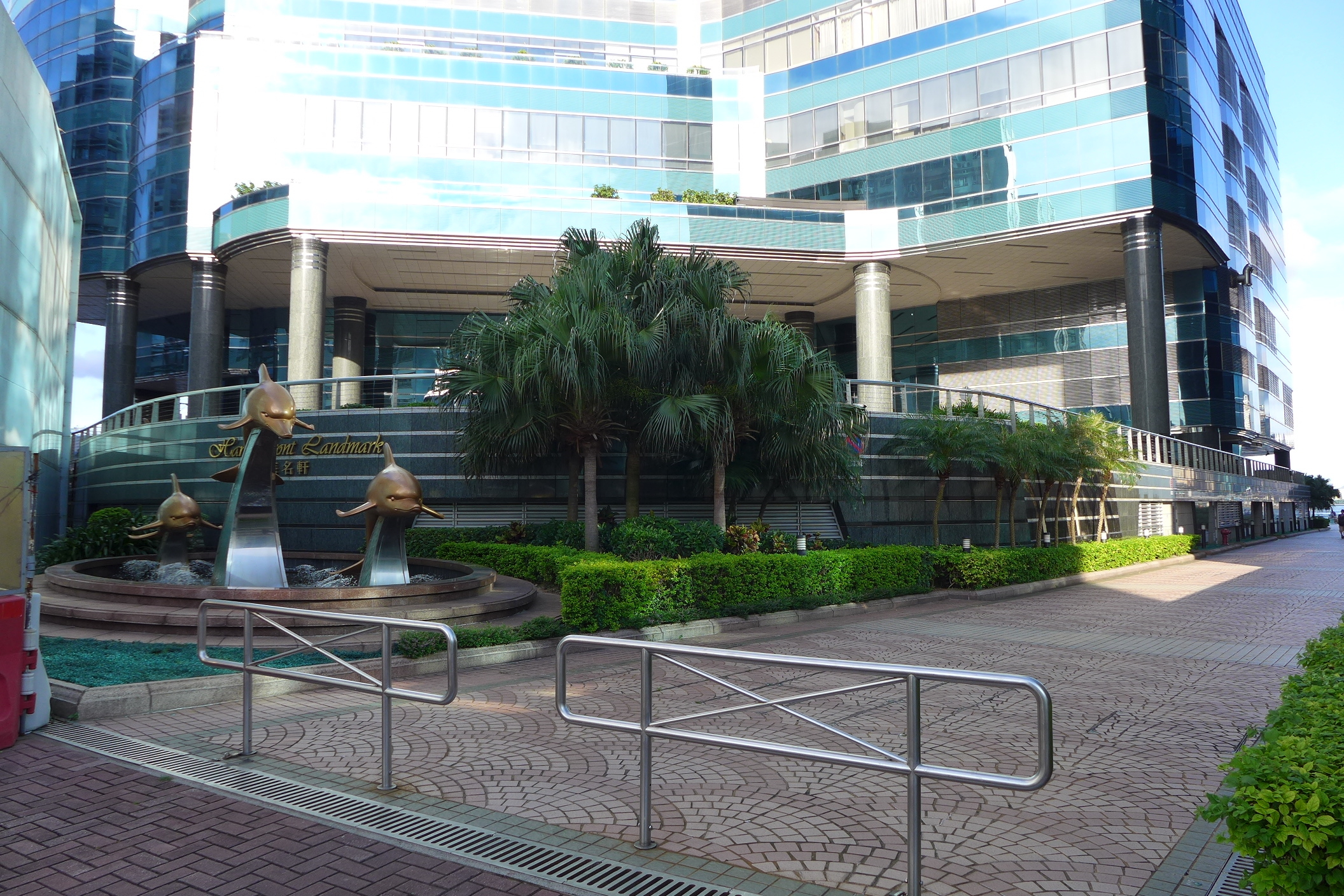
海名軒入口

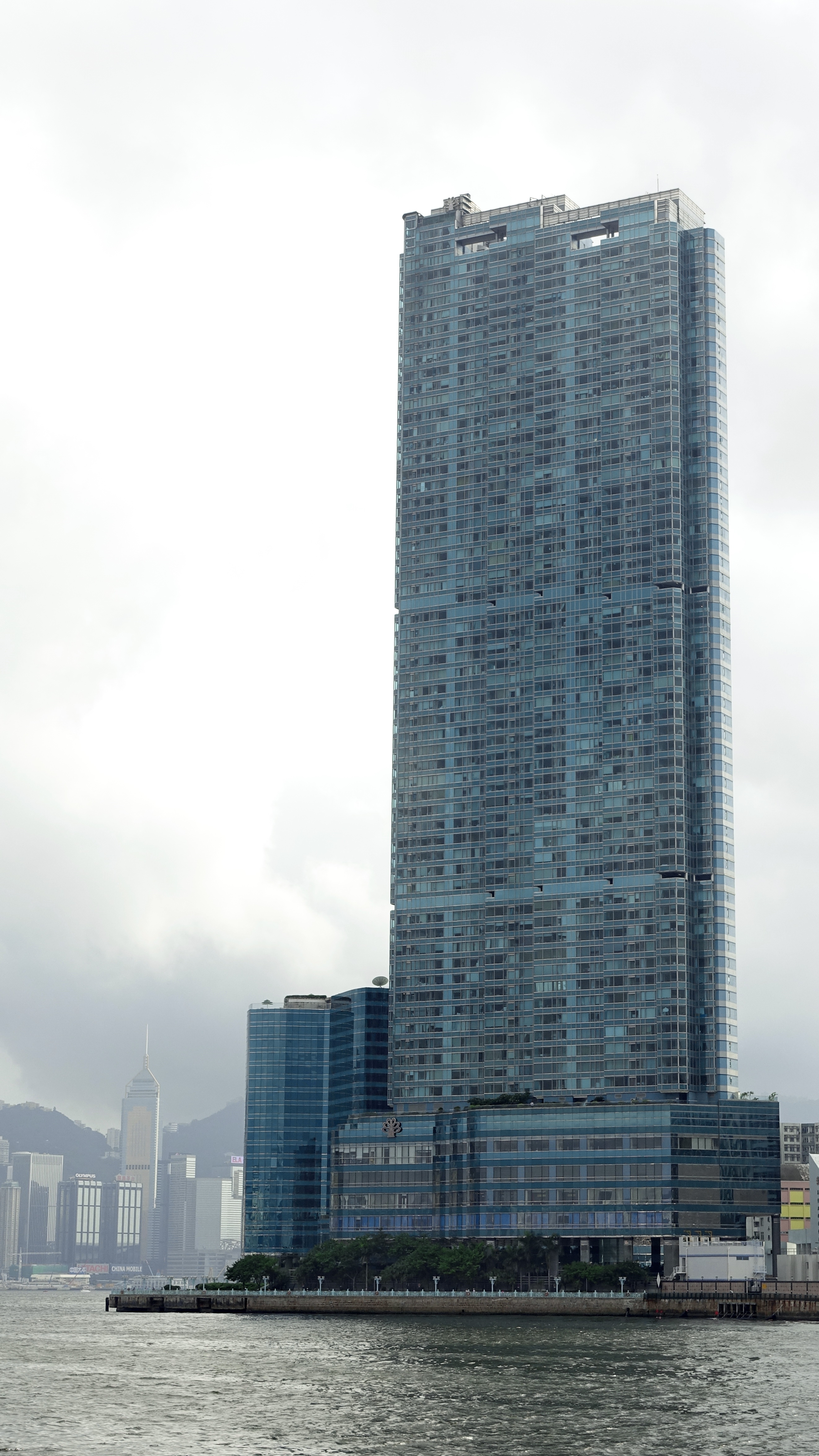
位於維港海旁的海名軒

海名軒（英語：The Harbourfront Landmark）位於香港九龍紅磡環海街11號，鄰近九龍海逸君綽酒店、紅磡海濱長堤及紅磡碼頭。是由長江實業地產發展的一個臨海高尚住宅，於2001年12月竣工。物業由劉榮廣伍振民建築師設計、保華建業集團承建。

## 住宅
住宅項目由3座樓高68-73層物業組成，高度為232.6米，提供324個單位，每層只有A和B兩個單位，項目以大單位豪宅為主。
單位面積由1,891至2,551方呎，設有3,795至4,455方呎高層複式單位，當中一座頂層複式A、B室，打通為8,250方呎相連空中別墅。
所有單位的景觀主要為維多利亞港海景，一座向西南、享有璀璨震撼的環迴維港煙花海景，二及三座向東南、享有鯉魚門壯闊大海遠景。
發展商將第三座約100個單位，用作長線收租。

## 商業部份
海名軒商業部份位於平台樓層，分別位於3樓、5樓及7樓，約77,021平方呎。泓富產業信託上市時，海名軒商業部份被注入為泓富產業信託上市的資產。2017年1月20日，泓富產業信託宣佈以8.86億港元向佳利亞洲（香港）有限公司出售海名軒商業部份。
2018年4月，鵬里資產管理以11.6億元向林子峰收購海名軒商業部份。

## 會所
住客會所設於7樓，總面積逾13萬平方呎（室內面積逾3萬平方呎，戶外逾10萬平方呎），耗資$8,800萬興建。會所焦點落在多用途宴會廳上，面積逾千呎，足夠擺放8圍12人餐桌，住客可以預訂，作為飲宴、派對或開會。宴會廳內採用的紐西蘭原幅織製純棉羊毛地氈，長實集團主席李嘉誠辦公室同樣使用，價值約$40萬，另外裝上4盞美國白宮御用的吊燈，天花鋪上18K金箔，就連窗簾亦用上泰國真絲織製。
會所另一賣點是闢出多個獨立房間，包括理髮室、按摩室、私人健身室、桌球室等，務求住戶可以獨享私人空間，內置先進音響、DVD機等視聽影音設施。
發展商同時斥資數十萬，添置海草泥療綜合美容倉、色光熱能震動按摩椅等，亦提供海景健身室及逾20米長室內泳池。

## 業主或住客
- 蔡志明[6][7]
- 何依婷[8]

## 鄰近地標
- 紅磡碼頭
- 紅磡海濱長堤
- 九龍海逸君綽酒店
- 海逸豪園
- 黃埔花園
- 香港嘉里酒店
- 維港·星岸
- 海濱南岸
- 半島豪庭

## 外部連結
- 海名軒